# Pachydissus sweersensis
Pachydissus sweersensis là một loài bọ cánh cứng trong họ Cerambycidae.